# Choresmien

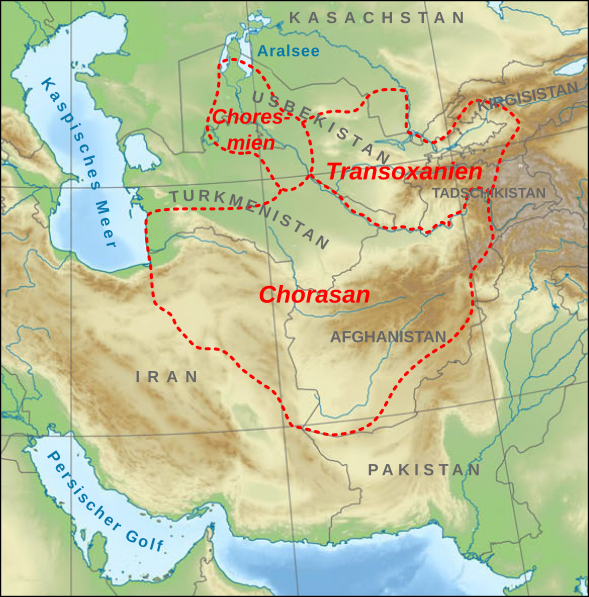
Choresmien und die Nachbarregionen Chorasan und Transoxanien in Zentralasien

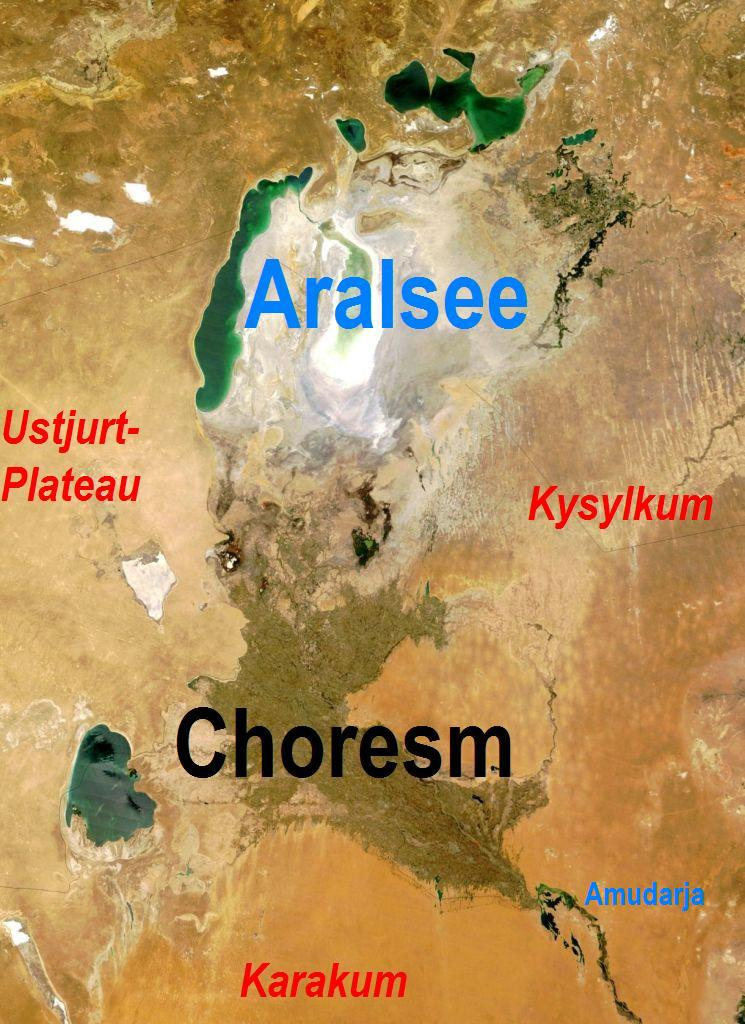
Die Großoase Choresm südlich des Aralsees (Satellitenbild von 2009)

Choresmien, Chorasmien oder Choresm (persisch خوارزم, DMG Ḫwārazm, Aussprache Ḫārazm, arabische Aussprache Ḫwārizm; usbekisch Xorazm; in englischen Texten transkribiert als Khwârezm) ist eine (historische) Landschaft im westlichen Zentralasien, südlich des Aralsees.
Vom 17. Jahrhundert an setzte sich für das in Choresmien bestehende Reich der Name Khanat Chiwa durch.

## Geografie und Bevölkerung
Es handelt sich um eine heute teilweise zu Usbekistan, teilweise zu Turkmenistan gehörende Großoase am Unterlauf und der Mündung des Amudarjas (des antiken Oxus’), welche im Norden an den Aralsee grenzt und sonst von den Wüsten Karakum im Süden und Kysylkum im Osten sowie dem Ustjurt-Plateau im Westen begrenzt wird. Historische Nachbarprovinzen in islamischer Zeit waren Chorasan im Süden und Transoxanien im Osten.
Hauptstadt war (nach Kath und vor Chiwa) lange Zeit Gurgandsch, das heutige Köneürgenç („Alt-Urganch“) im äußersten Norden Turkmenistans. Die Stadt ist nicht mit der erst in der zweiten Hälfte des 19. Jahrhunderts entstandenen Stadt Urganch im heutigen Usbekistan zu verwechseln.
Bis zur (vollständigen) ethnischen und linguistischen Türkisierung Choresms, welche im Spätmittelalter abgeschlossen war, bildeten die iranischen Choresmier die Hauptbevölkerungsgruppe der Region.

## Geschichte

### Urgeschichte
Funde aus der Jungsteinzeit, der Bronzezeit und der frühen Eisenzeit belegen Aktivitäten in diesem Gebiet.

### Altertum
Die äußerst fruchtbare und mit Hilfe von Bewässerungskanälen intensiv bewirtschaftete Großoase Choresm gehörte schon früh zu den Zentren menschlicher Hochkultur und bildete spätestens ab dem 6. Jahrhundert v. Chr. den Nukleus eines unabhängigen choresmischen Königreiches, dessen Herrscher den Titel eines Choresm-Schahs führten. Das entlegene Land, welches ebenso als frühes Zentrum der zoroastrischen Religion gilt (Erwähnung im Avesta; Zoroaster soll 588 v. Chr. den choresmischen König Vischtaspa missioniert haben), wurde wahrscheinlich schon von Kyros II. dem Achämenidenreich einverleibt und bildete dann (so Herodot) unter Dareios I. zusammen mit Parthien, Sogdien und Aria die XVI. Satrapie. Die Herrschaft der Perser währte jedoch nicht lang: Choresm gewann schon bald seine Unabhängigkeit zurück und konnte sie auch gegenüber Alexander dem Großen behaupten, welchem (laut Arrian) der choresmische König Pharasmanes (Farasman) im Jahre 328 v. Chr. sogar selbstsicher ein Bündnis anbot. Seit dem vierten vorchristlichen Jahrhundert wird dann auch die choresmische Sprache mit einer eigenen, dem Aramäischen verwandten Schrift geschrieben.

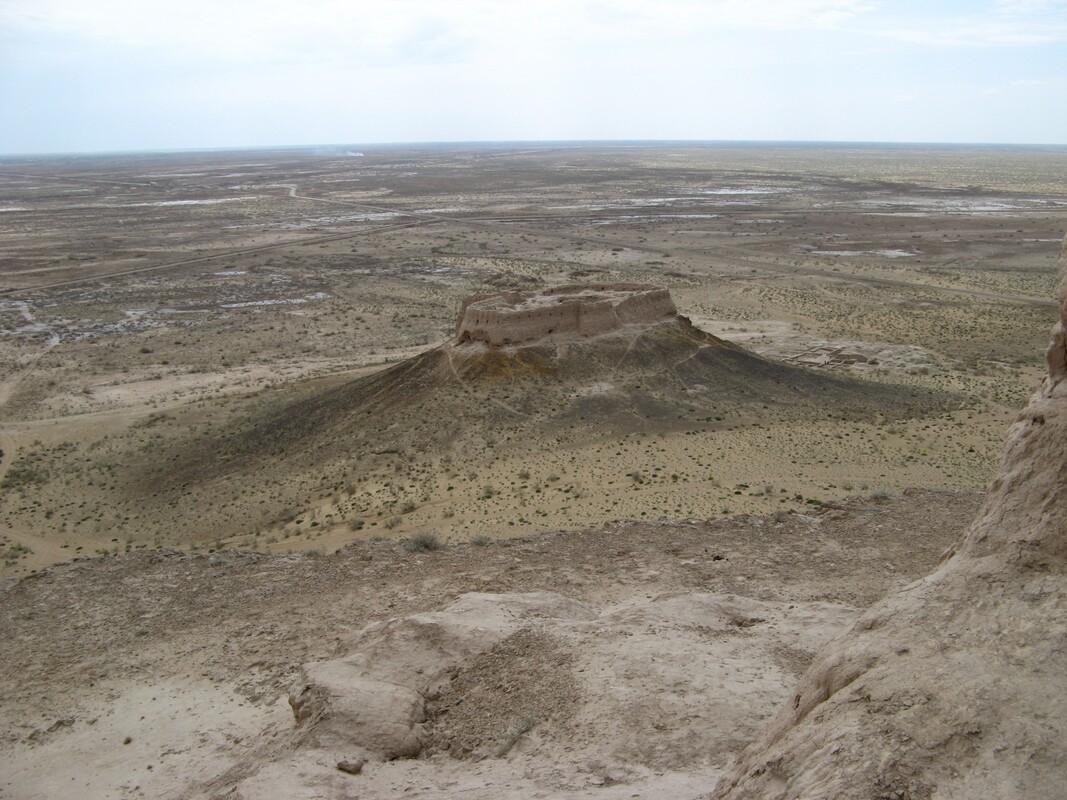
Ayaz-Qala, eine typische Festungsanlage der Afrighidenzeit

Im zweiten Jahrhundert v. Chr. hatte das Land wohl mit einfallenden Nomaden zu kämpfen, konnte sich aber um Christi Geburt wieder erholen, was unter anderem am Beginn einer eigenen Münzprägung zu erkennen ist, die zunächst noch stark von parthischen und baktrischen Vorbildern geprägt ist und verderbte griechischen Legenden zeigt. Wenig später erscheinen aber auch Inschriften in choresmischer Sprache, aus denen die Namen einiger Herrscher bekannt sind. Im ersten und zweiten nachchristlichen Jahrhundert scheint Choresm zum Reich der Kuschan gehört zu haben, was allerdings umstritten ist. Es wird vermutet, dass König Vasamar aus der (laut al-Bīrūnī) seit 305 regierenden Afrighiden-Dynastie das Land endgültig von der Kuschanherrschaft befreite. So beginnt im dritten Jahrhundert die Blütezeit des vorislamischen Choresms, welches dann offenbar weder von den Sassaniden, noch von den Hephthaliten oder Gök-Türken unterworfen werden konnte. Ausgrabungen sowjetischer Archäologen (wie S. P. Tolstow) haben den Nachweis einer hochentwickelten choresmischen Kultur erbracht, wobei besonders die darstellende Kunst (Monumentalbauten, Malerei) von handwerklichem Können und Originalität zeugt. Grundlage für den Wohlstand der Choresmier war die Bewässerungslandwirtschaft. Angebaut wurden vor allem Gemüse, Obst, Getreide, Wein und Baumwolle.

### Mittelalter

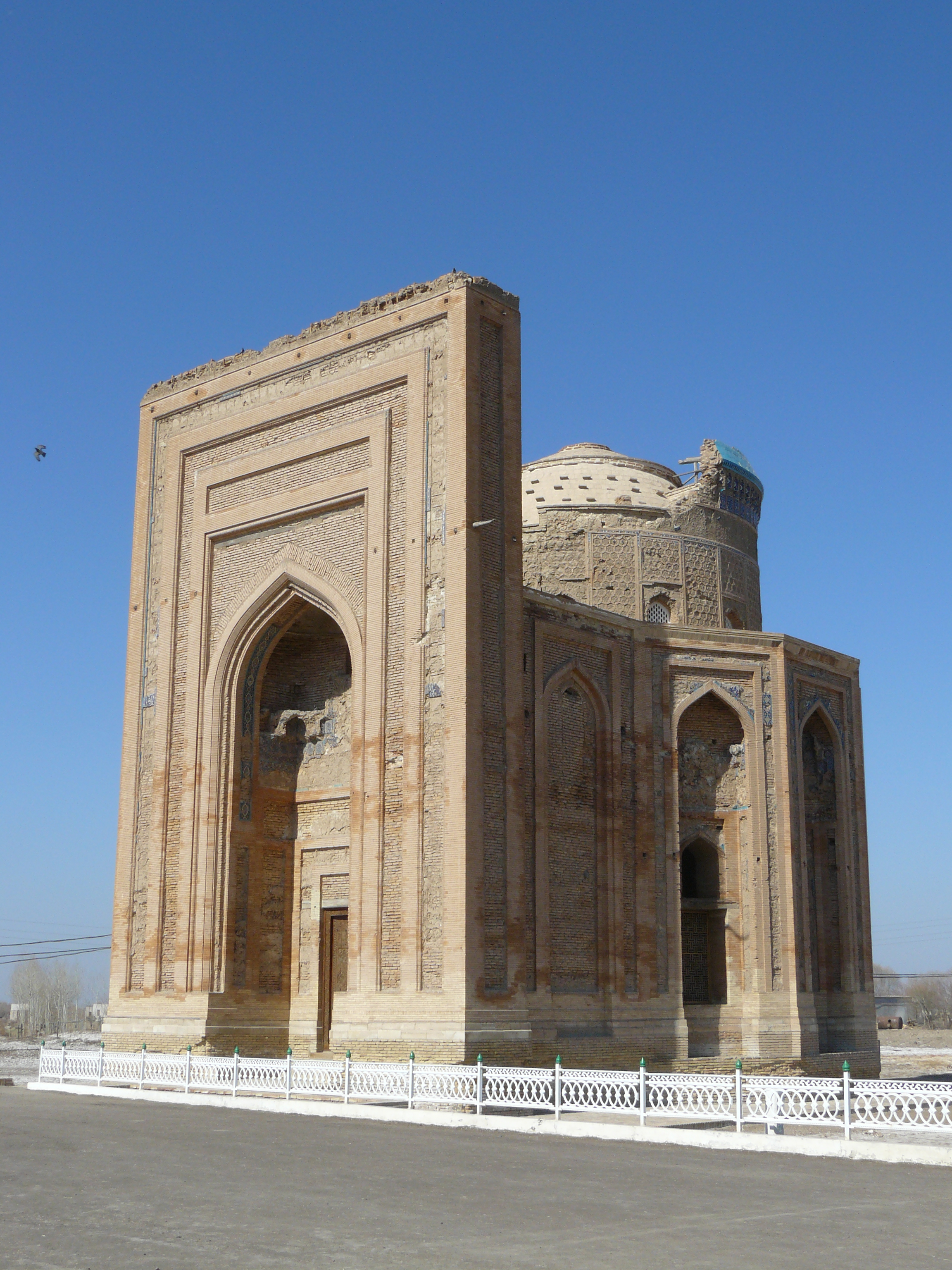
Das Tura-Beg-Chanum-Mausoleum aus dem 14. Jahrhundert in Gurgandsch (2009)

712 fiel Choresm an die Araber, woraufhin es als Randprovinz des Kalifenreiches allmählich islamisiert wurde. Ab dem 10. Jahrhundert wurde das Land dann nacheinander von den Samaniden, Mamuniden (unabhängige Choresm-Schahs), Ghaznaviden, Altuntaschiden (unabhängige Choresm-Schahs), Oghusen und Großseldschuken beherrscht, bis es während des 12. Jahrhunderts erneut seine Unabhängigkeit erlangte. Unter den Choresm-Schahs aus der Dynastie der Anuschteginiden wurde es sogar zum prosperierenden Zentrum eines mächtigen Großreiches, welches unter Schah Ala ad-Din Muhammad II. (1200–1220) das ganze Iranische Hochland, Transoxanien sowie das heutige Afghanistan umfasste. Gleichzeitig erlebte die persische Kultur einen neuen Höhepunkt, der jedoch nur kurze Zeit währte, da ab 1219 die Mongolen unter Dschingis Khan in das Gebiet einfielen, Choresm samt seiner blühenden Hauptstadt verwüsteten und ihrem Reich einverleibten.
Ende des 14. Jahrhunderts begann Timur Lenk seine Eroberungen mit einem Krieg gegen Choresm. Fünf Feldzüge waren notwendig, bis er das Land 1388 endgültig erobern konnte. Die mittlerweile wiederaufgebaute Hauptstadt Gurgandsch wurde dabei abermals völlig zerstört, wovon sie sich (zu Gunsten Chiwas) nie wieder ganz erholen sollte.
Nach seiner Wahl zum Khan der Usbeken 1429 eroberte Abu'l-Chair Choresm und die Stadt Gurgandsch.

### Neuzeit: Das Khanat Chiwa
1511 kam eine neue Dynastie an die Macht: Die Arabšāhiden, die auch Yādgāriden genannt wurden und die sich – wie Mohammed Scheibani – auf Dschötschi beriefen. Choresmien umfasste neben dem Oasengebiet am Amurdarja auch den Norden des Kopet-Dag und Marw. 1538 eroberte Ubaidullah, der abulkharidische Herrscher von Buchara/Transoxanien, das Land, musste sich aber schon bald wieder zurückziehen. 1595–98 hielt der Usbeken-Khan Abdullah das Gebiet besetzt.
In der Folgezeit gab es zwischen dem Khanat Chiwa/Choresmien und dem usbekischen Khanat Buchara wechselseitig Eroberungsversuche; 1681 konnten die Choresmier für kurze Zeit Buchara besetzen.
1592 – nach anderen Angaben am Anfang des 17. Jahrhunderts – wurde die Hauptstadt des Reiches nach Chiwa verlegt, das seit dem 6. Jahrhundert bestand. Die alte Hauptstadt, Alt-Urgench, musste aufgegeben werden, da der Amudarja seinen Lauf geändert hatte. Nun setzte sich – zuerst in Russland – der Name Khanat Chiwa für diesen Staat durch.
Die Bevölkerung setzte sich aus Usbeken, Turkmenen, Karakalpaken und anderen Völkern zusammen und lebte vor allem von Viehzucht, Ackerbau und Gewerbe. Seit Ende des 16. Jahrhunderts entwickelten sich aus dem alten Stammesadel, der ausgedehnte Ländereien besaß, große Feudalherren.
Durch Feudalfehden im Inneren und Überfälle der Turkmenen, Kasachen und Kalmücken geschwächt, verfiel der Staat allmählich.
Anfang des 18. Jahrhunderts hatten die Khane nur noch wenig Macht, wichtig wurden die Mangit- und Qongrat-Amire, die die im Khanat wichtige Position des Inaq besetzten. Es gab Spannungen zwischen dem landwirtschaftlich geprägten Süden, dem Bereich der Fünf Städte – einschließlich Chiwa – und dem Norden, der von Nomaden – usbekische Mangit und Qongrat sowie Karakalpaken und Kasachen – bewohnt war. Im Norden und Südwesten gewannen die Turkmenen an Einfluss.
Als Folge der Angriffe der Dsungaren auf die Städte am mittleren Syr-Darja profitierte Choresmien von den nun ausweichenden Handelsströmen.
Nachdem sich der Khan Ilbars (1727–1740) in Chorasan eingemischt hatte, zogen die Perser unter Nader Schah gegen Choresmien – Ilbars wurde besiegt und enthauptet.
Ende des 18. und Anfang des 19. Jahrhunderts erlebte das Khanat Chiwa besonders unter Khan Muhammad Rehim (1804–1826) einen Aufschwung und unterwarf einige Nachbarvölker.
Nachdem russische Truppen die Stadt Chiwa 1873 eingenommen hatten, unterstellte sich das Khanat Chiwa im Frieden von Gendemian am 24. August 1873 russischer Hoheit.

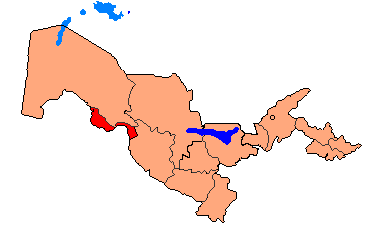
Lage der heutigen Provinz Xorazm in Usbekistan (rot)

1918 wurde der letzte Khan Asfendiar durch eine Palastrevolte seines Generals Dschunaid Khan gestürzt, der Sowjetrussland den Krieg erklärte.

### Sowjetunion und danach
Dschunaid wurde wiederum 1920 mit Hilfe der Bolschewiki gestürzt und am 2. Februar 1920 in Chiwa die Volksrepublik Choresmien ausgerufen. Am 27. Oktober 1924 wurden die Choresmische Volksrepublik ebenso wie die benachbarte Volksrepublik Buchara und die Turkestanische ASSR aufgelöst und auf die neu gegründeten Republiken Turkmenische SSR und Usbekische SSR aufgeteilt, welche 1925 Mitgliedstaaten der Sowjetunion wurden. Heute gehört der Norden und Osten der Großoase Choresm zu den usbekischen Provinzen Xorazm und Karakalpakistan, während der Südwesten (mit Köneürgenç) Teil der turkmenischen Provinz Daşoguz ist.

## Kultur
Lazgi, ein traditioneller Tanz aus Choresmien, wurde 2019 in die UNESCO-Liste des immateriellen Kulturerbes der Menschheit aufgenommen.

## Persönlichkeiten aus Choresm (abgesehen von Herrschern)

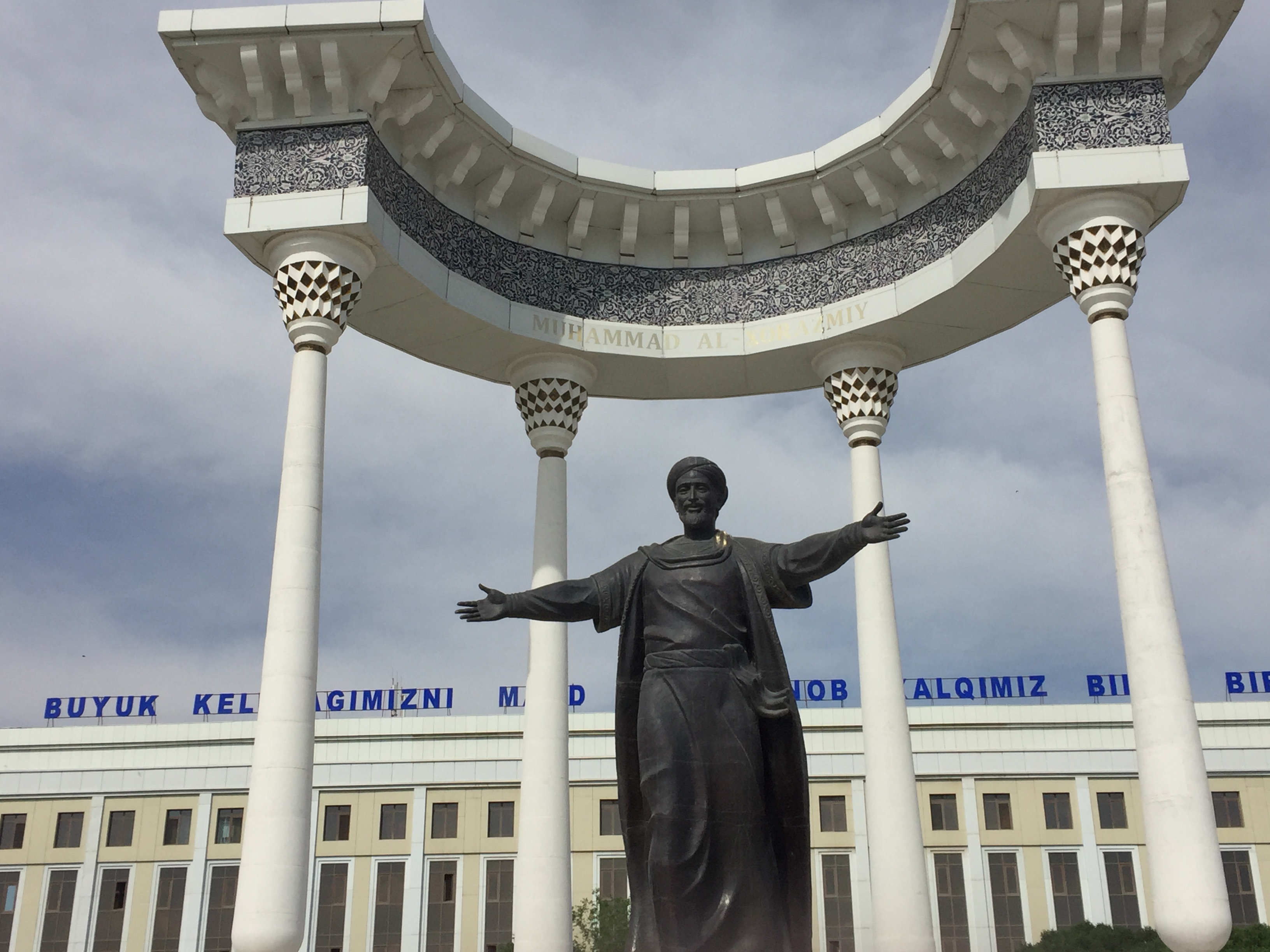
Denkmal für Al-Chwarizmi in Urganch

- Muhammad b. Musa al-Chwarizmi (um 780–zwischen 835 (?) und 850), Mathematiker, Astronom und Geograph, von dessen Namen das Wort Algorithmus abgeleitet wurde
- Abu Bakr Muhammad b. al-Abbas al-Chwarizmi, Poet
- al-Bīrūnī (973–1048), Universalgelehrter
- Abu Abd Allah Muhammad b. Ahmad al-Chwarizmi, Schriftsteller und Beamter
- Atsiz ibn Uwak, turkmenischer Eroberer von Syrien
- Abu l-Kasim Mahmud b. Umar as-Samachschari (1075–1144), Philologe und Theologe
- Nadschm ad-Din Kubra (1145–1221), Sufi-Scheich

## Wichtige Städte in Choresm
- Xiva (Chiwa)
- Urganch
- Köneürgenç (das alte Gurgandsch)
- Beruniy (das alte Kath)
- Hazorasp
- Nukus
- Daşoguz
- Toʻrtkoʻl